# Tribüne Bergpreis 1965
Der Tribüne Bergpreis 1965 war die 9. Austragung des seit 1957 ausgefahrenen Straßenradrennens in der DDR. Es fand am 8. August in Blankenburg im Harz statt. Sieger wurde Ulrich Richter.

## Strecke
Start und Ziel des Eintagesrennens waren in Blankenburg im Harz. Die Strecke führte über einen Rundkurs mit je 32 Kilometer Länge, der fünfmal gefahren wurde. Insgesamt wurden 160 Kilometer absolviert. Die Schwierigkeiten des Kurses lagen insbesondere im Anstieg nach Hüttenrode und dem insgesamt bergigen Profil.

## Rennverlauf
Der Tribüne Bergpreis war in jener Saison für die Nationalfahrer ein Nominierungsrennen für die Straßenradsport-Weltmeisterschaften. Die bereits für den Straßenvierer benannten Lothar Appler, Klaus Ampler, Manfred Dähne und Axel Peschel waren nicht am Start.
Veranstalter war der Deutsche Radsport-Verband der DDR. Organisiert wurde das Rennen von der BSG Lok Blankenburg und von der Tageszeitung des FDGB „Tribüne“ unterstützt. Am Start waren altersklassenübergreifend mehr als 350 Radrennfahrer und Radrennfahrerinnen der Leistungsklassen und aus den Betriebssportgemeinschaften (BSG). Dazu kamen Mannschaften aus den Niederlanden und aus der Sowjetunion. Die Spitzenfahrer hatte 5 Minuten und 20 Sekunden Vorgabe auf die anderen Leistungsklassen aufzuholen. Der Niederländer Peter Heyning führte die Gruppe der Malleute an die Vorgabegruppe heran. Bei Elbingerode wurde das Rennen unterbrochen, da durch den stürmischen Wind ein Baum auf die Strecke gefallen war. Am vorletzten Anstieg setzten sich drei Fahrer ab, von denen sich am Anstieg nach Wienrode Ulrich Richter lösen konnte und das Ziel als Solist erreichte.
Das Frauenrennen gewann Renate Krämer vom SC Karl-Marx-Stadt.

## Ergebnis
| Platz | Fahrer          | Verein/Land              | Zeit (h)       |
| ----- | --------------- | ------------------------ | -------------- |
| 01.   | Ulrich Richter  | BSG Lokomotive Halle     | 4:03:02        |
| 02.   | Rainer Marks    | HSG Wissenschaft Leipzig | + 0:38 Minuten |
| 03.   | Günter Hoffmann | ASK Vorwärts Leipzig     | gl. Zeit       |
| 04.   | Fritz Braun     | BSG Lok Leipzig-Ost      | gl. Zeit       |
| 05.   | Bernd Knispel   | SC DHfK Leipzig          | gl. Zeit       |
| 06.   | Jürgen Exner    | ASK Vorwärts Leipzig     | gl. Zeit       |
| 0 …   |                 |                          |                |